# Équipe d'Algérie féminine de handball
Maillots
Dernière mise à jour : 12/1/2025.
L'équipe d'Algérie féminine de handball représente la fédération algérienne de handball lors des compétitions internationales, notamment aux Jeux olympiques et aux championnats du monde,

## Parcours en compétitions internationales

### Jeux olympiques
L'équipe ne s'est jamais qualifiée pour les Jeux olympiques.

### Championnats du monde
| Édition | Rang | J  | V | N | D  | BP  | BC  | Diff |
| ------- | ---- | -- | - | - | -- | --- | --- | ---- |
| 1978    | 12e  | 3  | 0 | 0 | 3  | 14  | 80  | -66  |
| 1997    | 19e  | 5  | 1 | 0 | 4  | 101 | 146 | -45  |
| 2013    | 22e  | 7  | 1 | 0 | 6  | 150 | 220 | -70  |
| Total   | 3/26 | 15 | 2 | 0 | 13 | 265 | 446 | -181 |

L'équipe ne s'est pas qualifiée pour les autres éditions des Championnats du monde

### Championnats d'Afrique
| Édition             | Rang                        | MJ                | V                 | N                 | D                 | BP                | BC                | Diff              |
| ------------------- | --------------------------- | ----------------- | ----------------- | ----------------- | ----------------- | ----------------- | ----------------- | ----------------- |
| Tunisie 1974        | N'a pas concouru            | N'a pas concouru  | N'a pas concouru  | N'a pas concouru  | N'a pas concouru  | N'a pas concouru  | N'a pas concouru  | N'a pas concouru  |
| Algérie 1976        | Médaille de bronze, Afrique | 4                 | 3                 | 0                 | 1                 | 41                | 33                | +8                |
| Congo 1979          | Médaille de bronze, Afrique | 4                 | 3                 | 0                 | 1                 | 77                | 54                | +23               |
| Tunisie 1981        | 5e                          | 4                 | 2                 | 1                 | 1                 | 56                | 55                | +1                |
| Égypte 1983         | 7e                          | 5                 | 2                 | 0                 | 3                 | 86                | 88                | -2                |
| Angola 1985         | N'a pas participé           | N'a pas participé | N'a pas participé | N'a pas participé | N'a pas participé | N'a pas participé | N'a pas participé | N'a pas participé |
| Maroc 1987          | N'a pas participé           | N'a pas participé | N'a pas participé | N'a pas participé | N'a pas participé | N'a pas participé | N'a pas participé | N'a pas participé |
| Algérie 1989        | 4e                          | 4                 | 2                 | 0                 | 2                 | 68                | 73                | -5                |
| Égypte 1991         | 4e                          | 6                 | 3                 | 0                 | 3                 | 65                | 61                | +4                |
| Côte d'Ivoire 1992  | 4e                          | 4                 | 2                 | 1                 | 1                 | 64                | 53                | +11               |
| Tunisie 1994        | Médaille de bronze, Afrique | 4                 | 3                 | 0                 | 1                 | 55                | 43                | +12               |
| Bénin 1996          | Médaille d'argent, Afrique  | 4                 | 2                 | 0                 | 2                 | 100               | 91                | +9                |
| Afrique du Sud 1998 | Forfait                     | Forfait           | Forfait           | Forfait           | Forfait           | Forfait           | Forfait           | Forfait           |
| Algérie 2000        | 6e                          | 4                 | 1                 | 0                 | 3                 | 87                | 85                | +2                |
| Maroc 2002          | 4e                          | 6                 | 3                 | 0                 | 3                 | 122               | 127               | -5                |
| Égypte 2004         | N'a pas participé           | N'a pas participé | N'a pas participé | N'a pas participé | N'a pas participé | N'a pas participé | N'a pas participé | N'a pas participé |
| Tunisie 2006        | N'a pas participé           | N'a pas participé | N'a pas participé | N'a pas participé | N'a pas participé | N'a pas participé | N'a pas participé | N'a pas participé |
| Angola 2008         | 5e                          | 5                 | 3                 | 0                 | 2                 | 136               | 150               | -14               |
| Égypte 2010         | 4e                          | 6                 | 2                 | 0                 | 4                 | 134               | 174               | -40               |
| Maroc 2012          | 4e                          | 7                 | 4                 | 0                 | 3                 | 168               | 156               | +12               |
| Algérie 2014        | 4e                          | 6                 | 3                 | 1                 | 2                 | 150               | 143               | +7                |
| Angola 2016         | 6e                          | 6                 | 1                 | 0                 | 5                 | 136               | 175               | -39               |
| Congo 2018          | 8e                          | 7                 | 1                 | 1                 | 5                 | 152               | 215               | -63               |
| Cameroun 2021       | Forfait                     | Forfait           | Forfait           | Forfait           | Forfait           | Forfait           | Forfait           | Forfait           |
| Sénégal 2022        | 10e                         | 5                 | 2                 | 0                 | 3                 | 127               | 143               | -16               |
| RD Congo 2024       | 8e                          | 7                 | 2                 | 0                 | 5                 | 159               | 199               | -40               |
| Total               | 19/26                       | 98                | 44                | 4                 | 50                | 1983              | 2118              | -135              |

## Autres compétitions
| Jeux méditerranéens                                            | Jeux africains                                                                      | Jeux panarabes                                        | Championnat Arabe                                                       | Championnat Maghrébin                                 |
| -------------------------------------------------------------- | ----------------------------------------------------------------------------------- | ----------------------------------------------------- | ----------------------------------------------------------------------- | ----------------------------------------------------- |
| - 4e en 1979 - 5e en 1993 - 8e en (1997 et 2022) - 10e en 2013 | - Vainqueur (1) : 1978 - 4e en (1995, 1999, 2011) - 6e en (2003, 2019) - 7e en 2007 | - Vainqueur (3) : 1992 ,1999, 2011 - Finaliste : 1985 | - Vainqueur (1) : 1986 Damas (Syrie) - Finaliste : 1982 Tunis (Tunisie) | - Vainqueur (1) : 1971 Alger - Finaliste : 1975 Alger |

## Personnalités

### Joueuses
- Nadia Bellakhdar : internationale
- Nabila Chibani : internationale
- Zhor Guidouche : internationale dans les années 1970-1980
- Leïla Hadi : internationale
- Sarah Khouiled : internationale
- Nabila Tizi : internationale
- Sabrina Zazaï : internationale depuis 2022

### Sélectionneurs
- Yacinn Bouakaz et Riyad Oulmane en 2024

- Mourad Ait Ouarab (en) : sélectionneur en 2013
- Zoheir Guernane : sélectionneur en 2016
- Semir Zuzo : co-sélectionneur pour la CAN 2016[5]
- Abdelkrim Bendjemil : sélectionneur à partir de 2018
- Daoud Brikci   en 1985
- Soraya Moussaoui  en 1987 .